# Don’t Say a Word (singel)
Don't Say a Word – szósty singel fińskiego zespołu power metalowego Sonata Arctica. Wydany został tylko w Finlandii, tydzień przed EP o tym samym tytule.

## Spis utworów
1. "Don't Say A Word" (edit) – 04:12
2. "World In My Eyes" (cover Depeche Mode) – 03:58

## Twórcy
- Tony Kakko – śpiew, instrumenty klawiszowe
- Jani Liimatainen – gitara
- Tommy Portimo – instrumenty perkusyjne
- Marko Paasikoski – gitara basowa
- Henrik Klingenberg – instrumenty klawiszowe